# Calciopetersita
La calciopetersita és un mineral de la classe dels fosfats, que pertany al grup de la mixita. Rep el seu nom de la seva composició química i de la seva relació amb la petersita-(Y).

## Característiques
La calciopetersita és un fosfat de fórmula química CaCu₆(PO₄)₂(PO₃OH)(OH)₆(H₂O)₃. Va ser aprovada com a espècie vàlida per l'Associació Mineralògica Internacional l'any 2001. Cristal·litza en el sistema hexagonal. És el fosfat anàleg de la zalesiïta i l'anàleg amb calci de la petersita-(Y).
Segons la classificació de Nickel-Strunz, la calciopetersita pertany a «08.DL - Fosfats, etc, amb cations de mida mitjana i gran, (OH, etc.):RO₄ = 2:1» juntament amb els següents minerals: foggita, cyrilovita, mil·lisita, wardita, agardita-(Nd), agardita-(Y), agardita-(Ce), agardita-(La), goudeyita, mixita, petersita-(Y), zalesiïta, plumboagardita, cheremnykhita, dugganita, kuksita, wallkilldellita-(Mn), wallkilldellita-(Fe) i angastonita.

## Formació i jaciments
Va ser descoberta a Domašov nad Bystřicí, a Šternberk, a la regió d'Olomouc (Moràvia, República Txeca), on sol trobar-se associada a altres minerals com: quars, pirita, malaquita, lepidocrocita, goethita, covel·lita, crisocol·la, calcopirita, calcocita i al·lòfana. També ha estat descrita a la mina Altväter samt Eschig, a Sayda (Saxònia, Alemanya) i a la pedrera Fantoni, al Monte Beni (Toscana, Itàlia).